# Erin Storie
Erin Storie (nacida como Erin Jones, Longview, 22 de abril de 1991) es una deportista estadounidense que compitió en triatlón. Ganó una medalla de oro en el Campeonato Panamericano de Triatlón de 2016 en la prueba de relevo mixto.

## Palmarés internacional
| Campeonato Panamericano | Campeonato Panamericano   | Campeonato Panamericano | Campeonato Panamericano |
| Año                     | Lugar                     | Medalla                 | Prueba                  |
| ----------------------- | ------------------------- | ----------------------- | ----------------------- |
| 2016                    | Sarasota (Estados Unidos) | Medalla de oro          | Relevo mixto            |